# Klemmenbezeichnung

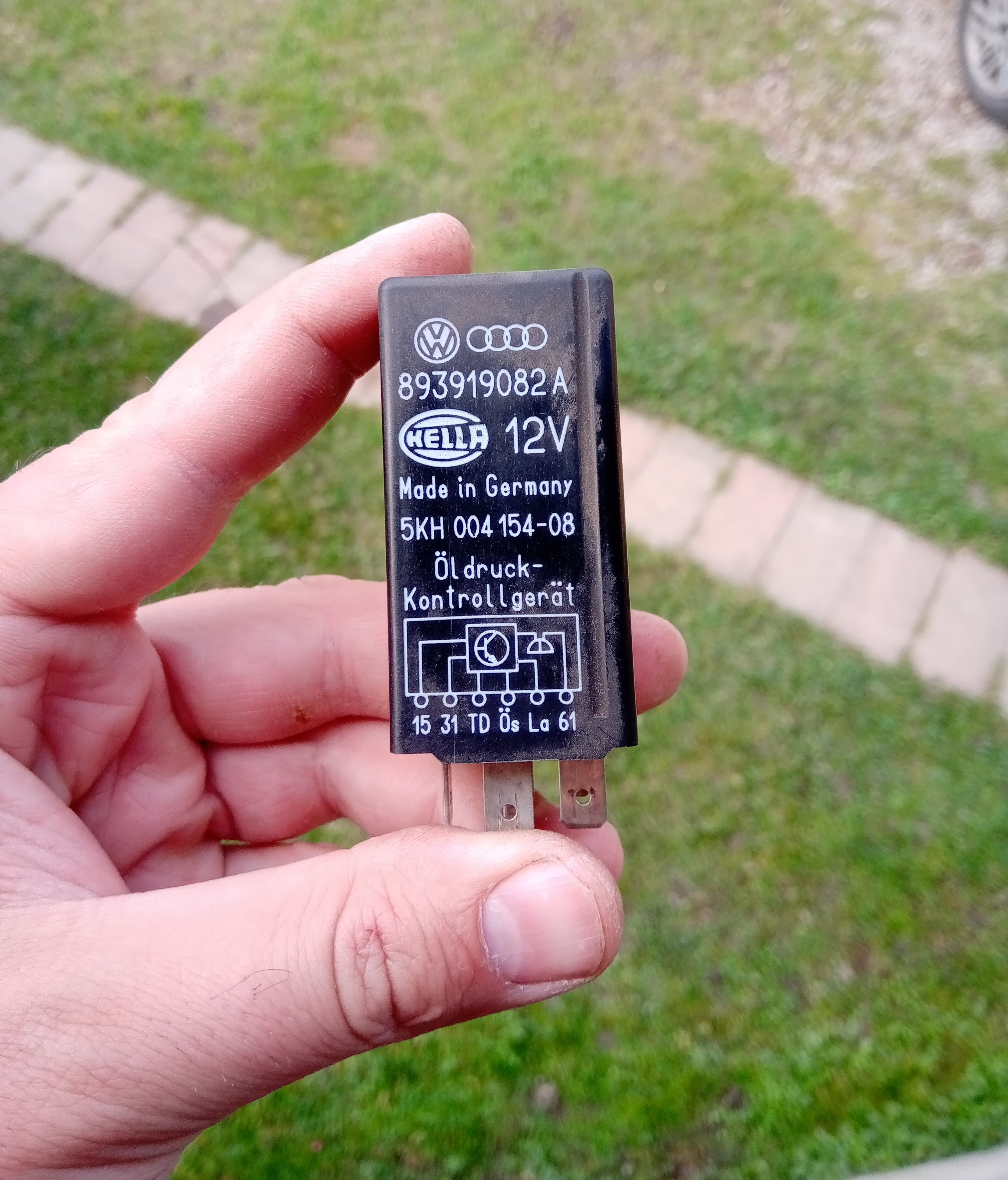
Klemmenbezeichnung auf einem Relais

Eine Klemmenbezeichnung ist im Maschinen- und Anlagenbau sowie in der Kraftfahrzeugelektrik eine Hilfszahl oder ein Buchstabe, um das Anschließen von Leitungen, aber auch die Fehlerdiagnose mithilfe eines Schaltplans in Kraftfahrzeugen, Automatisierungsanlagen oder Schaltschränken zu vereinfachen. Sie ist an oder nahe bei der Klemme angebracht und oft auch an der dort anzuschließenden bzw. angeschlossenen Leitung.

## Grundlagen
Die Klemmenbezeichnungen sind für bestimmte Signale oder Pole teilweise genormt oder üblich. Ein Beispiel sind die Buchstabenkennzeichnungen der Anschlussklemmen von Stromwandlern oder der Anschlüsse von Asynchronmotoren. Klemmenbezeichnungen sind für unterschiedliche Geräte in verschiedenen Normen angegeben. Für Kraftfahrzeuge sind die Klemmenbezeichnungen in Deutschland in der Reihe DIN 72552 genormt. Aber auch abweichende, herstellerspezifische Bezeichnungen sind möglich. Klemmenbezeichnungen sind nicht gleichzeitig Leitungsbezeichnung, da an beiden Enden einer Leitung Bauteile mit unterschiedlichen Klemmenbezeichnungen angeschlossen sein können.

## Liste der Klemmenbezeichnungen in Kfz und ihrer Bedeutung

### Numerische Bezeichnungen

#### Zündanlage
- 1 – Klemme an der Zündspule. Kabel führt zum Unterbrecherkontakt bzw. Zündsteuergerät
- 4 – Hochspannungsleitung von der Zündspule zum Zündverteiler.
- 4a – Zündspule I Klemme 4 (bei mehreren Zündspulen)
- 4b – Zündspule II Klemme 4 (bei mehreren Zündspulen)

#### Geschaltetes Plus
- 15 – geschaltetes Plus vom Zündstartschalter
- 15a – Ausgang am Vorwiderstand zu Zündspule und Starter
- 15r – Zündschloss-Radiostellung (Wake-UP)

#### Glühanlage
- 15 – Eingang Glühstartschalter
- 17 – Glühanlage – starten
- 19 – Glühanlage – vorglühen
- 50 – Startersteuerung

#### Batterie
- 29 – Batterie-Plus, hinten, mit Crash-Abschaltung
- 29a – Batterie-Plus abgesichert, hinten, mit Crash-Abschaltung
- 30 – Plusleitung direkt von der Batterie
- 30a – Plusleitung von 2. Batterie, (Batterieumschaltgerät 12/24 V)
- 30ALM – Ambiente Licht Modul
- 30AT – Autonome Energieversorgung
- 30b – Kl. 30, geschaltet vom Warnblinkschalter
- 30c – Analoges Crash Signal
- 30f – Kl. 30, Abschaltung bei schwacher Batterie
- 30g – geschaltete Plusleitung direkt von der Batterie – nicht zu verwechseln mit Klemme 15
- 30L – Dauerplus
- 30t – Kl. 30 für Transportmodus
- 31 – Minusleitung direkt von der Batterie oder Fahrzeugmasse
- 31a – Minusleitung 2. Batterie
- 31AT – Minusleitung autonome Energieversorgung
- 31b – geschaltete Masse-/Minusklemme (alt: Unterbrecher)
- 40 – Plusleitung direkt von der 48V-Batterie
- 41 – Minusleitung der 48V-Batterie

#### Elektromotoren
- 32 – Rückleitung Elektromotor
- 33 – Hauptanschluss Elektromotor
- 33a – Endabschaltung Elektromotor
- 33b – Nebenschlussfeld Elektromotor
- 33f – für zweite kleinere Drehzahlstufe Elektromotor
- 33g – für dritte kleinere Drehzahlstufe Elektromotor
- 33h – für vierte kleinere Drehzahlstufe Elektromotor
- 33L – Drehrichtung links Elektromotor
- 33R – Drehrichtung rechts Elektromotor

#### Fahrtrichtungsanzeiger

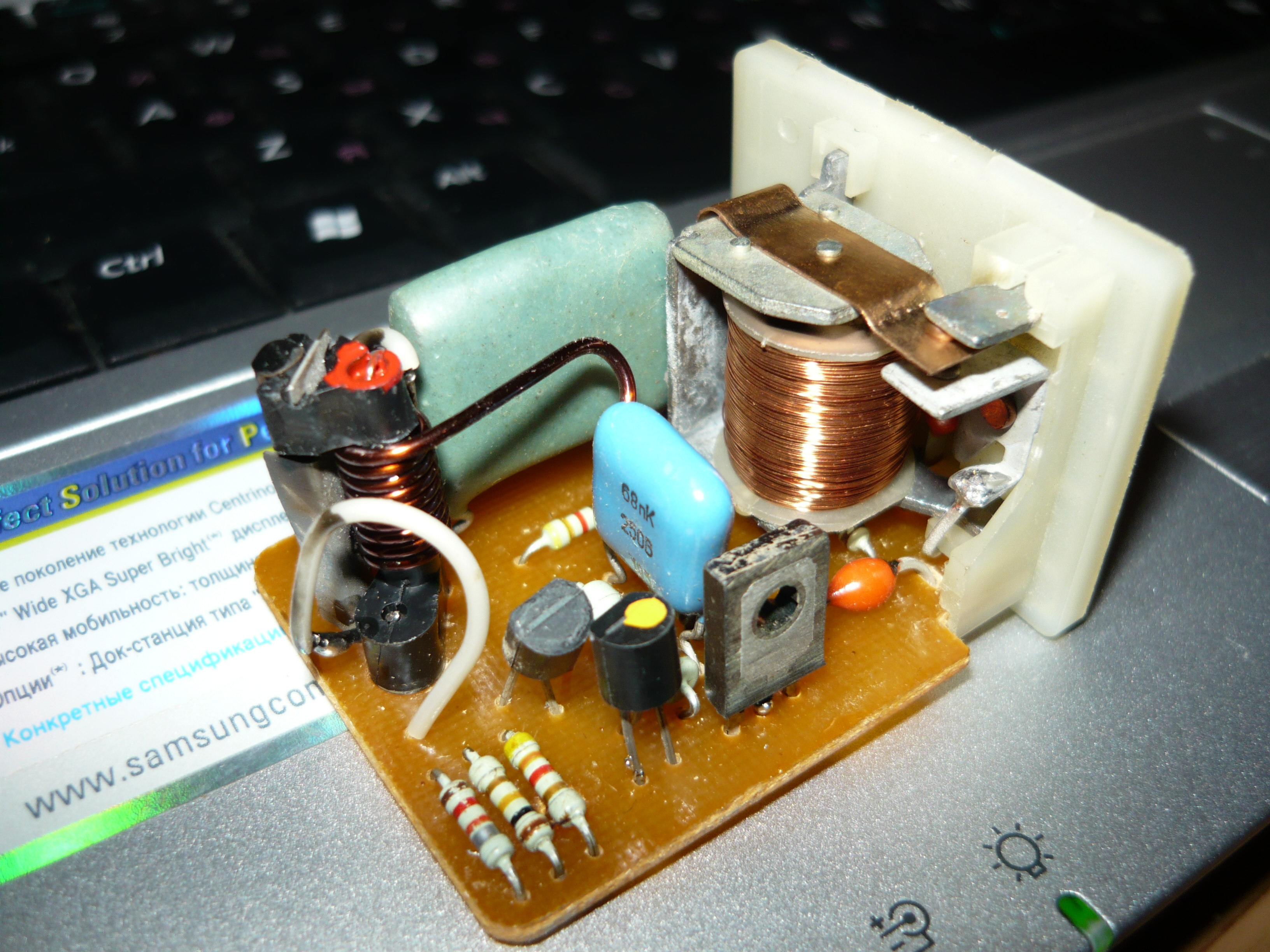
Interna eines Kfz-Blinkrelais

- 49 – Eingang Blinkgeber
- 49a – Ausgang Blinkgeber
- 49b – Ausgang zweiter Blinkgeber
- 49c – Ausgang dritter Blinkgeber

#### Startschalter
- 50 – Startinformation am Starter (Magnetschalter)
- 50A – Startinformation an Batterieumschalter 12/24V

#### Generator
- 51 – + Gleichrichter Generator

#### Scheibenwischer
- 53 – Eingang Wischermotor Plus

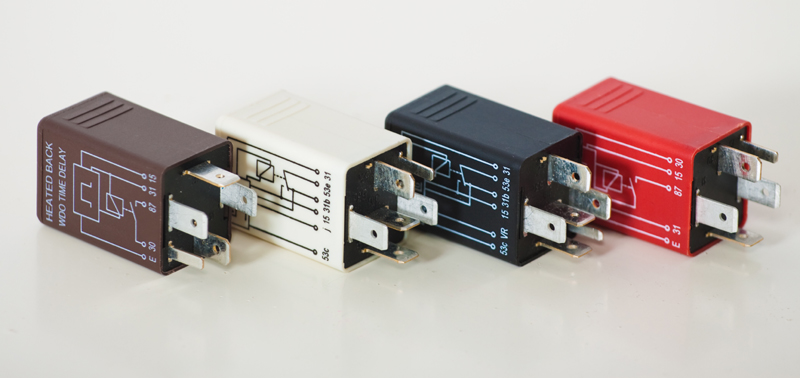
Verschiedene Kfz-Relais mit eingebauten elektronischen Steuerungen und Benennung der Klemmen

- 53a – Endabstellung Plus (Kontakt zu 53e, bei End-Stellung offen, z. B. über Sicherung an Klemme 15)
- 53b – Nebenschlusswicklung (alt, inzwischen im Allgemeinen zusätzlicher Schleifkontakt für Langsamlauf)
- 53c – Scheibenspülerpumpe (Scheibenreinigungsanlage)
- 53e – Bremswicklung (Kontakt zu 53a, bei End-Stellung offen, z. B. über Schalter bei Aus-Stellung an Klemme 53)
- 53i – Wischermotor mit Permanentmagnet und dritter Bürste (hohe Geschwindigkeit)

#### Beleuchtung
- 54 – Bremslicht
- 54f – Bremslicht über (Tarn-)Lichtschalter
- 54g – Nebelschlussleuchte (ursprünglich für die elektrische Ansteuerung einer Anhängerbremse beim Lkw gedacht)
- 54L – Brems-Blinkleuchte links
- 54R – Brems-Blinkleuchte rechts
- S54 – Tarn-Bremslicht
- 55 – Nebelscheinwerfer
- 56 – Scheinwerferlicht (Eingang Umschaltrelais)
- 56a – Fernlicht und Kontrollleuchte
- 56b – Abblendlicht
- 56d – Lichthupe
- S56 – Tarnlicht vorne
- 57a – Parklicht
- 57L – Parklicht links
- 57R – Parklicht rechts
- 58 – Begrenzungs-, Kennzeichen-, Instrumenten-, Schlussleuchten
- 58b – Schlusslichtumschaltung bei Einachsschleppern
- 58c – Anhängersteckvorrichtung, einadrig verlegtes und im Anhänger abgesichertes Schlusslicht
- 58d – Regelbare Instrumentenbeleuchtung
- 58e – Stand-/Instrumentenlicht
- 58g – Gedimmte Innenbeleuchtung
- 58L – Lichtschalterklemme f. linke Begrenzungs- u. Schlussleuchten, wenn getrennt schaltbar
- 58R – Lichtschalterklemme f. rechte Begrenzungs- u. Schlussleuchten, wenn getrennt schaltbar, Kennzeichenleuchte
- S58 – Tarnlicht hinten.
- S58b – Leitkreuz
- 61 – Klemme am Gleichrichter und Klemme am Regler für deren gegenseitige Verbindung zur Regulierung der DF-Spannung (Erregerspannung) und Ableitung für reglerseitigen Anschluss der Ladekontrollleuchte

#### Akustische Einrichtungen
- 71 – Horn
- Sondereinrichtungen an manchen Fahrzeugen von Behörden und Organisationen mit Sicherheitsaufgaben
  - 71a – Tiefton-Horn bei Folgetonhorn („ta“)
  - 71b – Hochton-Horn bei Folgetonhorn („tü“)
  - 72 – Kennleuchte (Rundum/Blitz)
- 75 – Autoradio / Zigarettenanzünder
- 76 – Lautsprecher
- 77 – Türventilsteuerung

#### Schalter
- 81 – Eingang am Schalter (Wechsler/Öffner)
- 81a – 1. Ausgang am Schalter (Wechsler/Öffner)
- 81b – 2. Ausgang am Schalter (Wechsler/Öffner)
- 82 – Eingang am Schalter (Schließer)
- 82a – Erster Ausgang am Schalter (Schließer)
- 82b – Zweiter Ausgang am Schalter (Schließer)
- 83 – Eingang am Schalter (Mehrstufenschalter)
- 83a – Erster Ausgang am Schalter (Mehrstufenschalter)
- 83b – Zweiter Ausgang am Schalter (Mehrstufenschalter)

#### Relais

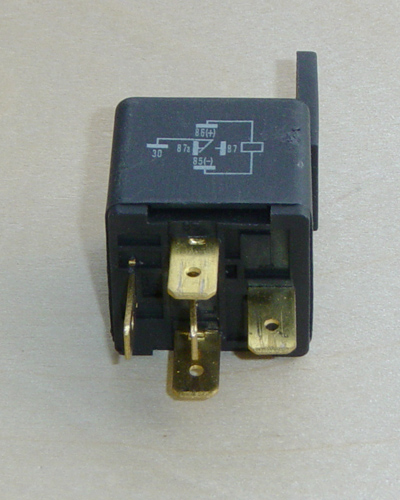
Handelsübliches Kfz-Relais mit 30 Ampere Kontaktstrombelastbarkeit und Benennung der Klemmen

- 84 – Eingang Stromrelais, Antrieb/Relaiskontakt
- 84a – Ausgang Stromrelais, Antrieb (Rundumkennleuchte links)
- 84b – Ausgang Stromrelais, Relaiskontakt (Kontrollleuchte Rundumkennleuchte links)
- 84c – Ausgang Stromrelais, Antrieb (Rundumkennleuchte rechts u. a.)
- 84d – Ausgang Stromrelais, Relaiskontakt (Kontrollleuchte Rundumkennleuchte rechts u. a.)
- 85 – Ausgang Schaltrelais, Minus, Steuerstromkreis am Relais
- 85c – Einschaltsignal für Tonfolgerelais
- 86 – Eingang Schaltrelais, Plus, Steuerstromkreis am Relais
- 86s – Eingang Schaltrelais Alarmanlage

#### Kontakte
- 87 – Eingang Arbeitsstromkreis am Relais (Öffner und Wechsler)
- 87a – Ausgang Arbeitsstromkreis am Relais (Öffner)
- 88 – Eingang Arbeitsstromkreis am Relais (Schließer)
- 88a – Ausgang Arbeitsstromkreis am Relais (Schließer)
- 88b – Ausgang Arbeitsstromkreis am Relais (Schließer, verbindet auch mit 88a)

### Nichtnumerische Bezeichnungen
- B+ – Batterieplus am Drehstromgenerator
- B– – Batterieminus am Drehstromgenerator
- C – Kontrollleuchte für Fahrtrichtungsanzeiger
- C0 – Hauptanschluss für vom Blinkgeber getrennte Kontrollleuchte
- C2 – zweite Kontrollleuchte (für Fahrtrichtungsanzeiger am Anhänger)
- C3 – dritte Kontrollleuchte (für Fahrtrichtungsanzeiger am zweiten Anhänger)
- D+ – Dynamoplus
- D– – Dynamominus
- DF – Dynamofeld am Generatorregler (Reglerspannung)
- W – Drehzahlsignal am Drehstromgenerator
- L – Blinker links
- R – Blinker rechts
- TD – Signal für Motordrehzahl

### Herstellerspezifische Klemmenbezeichnungen
- ACC – Accumulator oder Accessory (Zubehör), geschaltet über Zündschlüsselstellung. Reiner Batteriebetrieb, noch vor Zündung Klemme 15
- +APC – plus après contact, in französischen Fahrzeugen üblicherweise mit Klemme 15 gleichbedeutend, nach "Zündung ein" durch Zündschlüsselschalter
- IG – (ignition) Zündung (andere Bezeichnung für Klemme 15)
- WW – Wisch/Wasch (zum Beispiel am Heckscheibenwischer)
- INT – Intervall (Heckscheibenwischer)
- R – Radio (Zündschlüsselstellung)
- S – Zubehör (Radio, Gurtwarnkontrolle etc.), geschaltet über reines Einstecken des Zündschlüssels. Reiner Batteriebetrieb, nicht sehr hoch belastbar.
- ST – Starter (Anlass-Zündschlüsselstellung)
- X – Zündung/Klemme15, daran angeschlossene Einrichtungen werden beim Anlassvorgang zur Entlastung des Akkus abgeschaltet

## Klemmenbezeichnung in Schaltanlagen und industriellen Anlagen
In Schaltanlagen und industriellen Anlagen werden Klemmen nach einem Klassifizierungsprinzip gemäß EN 81346-2 bezeichnet. Entsprechend diesem Prinzip werden Objekte nach Aufgabe, örtlicher Lage und prinzipieller Funktion sogenannten Kennbuchstaben zugeordnet. Alle (elektrischen) Verbindungselemente wie Anschlussverteiler, Stecker, Klemme, Klemmenblock, Klemmenleiste werden dabei mit dem Kennbuchstaben X gekennzeichnet. Für eine genauere Klassifizierung sind auch Doppelbuchstaben gemäß Tabelle 2 der Hauptklasse X möglich – z. B. XD = elektrische Verbindungen (≤ 1000 V AC oder ≤  1500 V DC) oder XF = Verbindungen in Datenübertragungsnetzen.
Das Kennzeichnungssystem besteht aus einer festen Abfolge von Kennzeichnungsblöcken, beginnend mit dem Anlagenkennzeichen (einschließlich der Ortskennzeichnung), gefolgt von einem Bindestrich und dem Kennbuchstaben für das Gerät nach dessen vorgesehenem Zweck oder vorgesehener Aufgabe; hier: verbinden, daher –X. Diesem Kennbuchstaben folgt eine Ordnungszahl, die Aufschluss darüber gibt – um das wievielte Element dieser Art es sich in einer bestimmten Anlageneinheit (z. B. im Schaltschrank 1) handelt. In elektrischen Schaltanlagen kann man davon ausgehen, dass mit –X meist Klemmleisten oder mehrpolige Steckverbinder gemeint sind. Der eigentliche Anschlusspunkt an einem Gerät (z. B. an einer Klemmleiste) wird durch einen Doppelpunkt (:) vom Kennbuchstaben abgesetzt dargestellt, z. B.: -X2:100.
Im Gegensatz zur Kfz-Technik gibt es keine feste Zuordnung bestimmter Klemmennummern zu gegebenen Funktionen. Davon ausgenommen sind die Anschlussklemmen von funktionalen Geräten, z. B. a/b für eine Betätigungsspule 13/14 für einen „Schließer“-Kontakt usw.

## Telefonie
Im (Festnetz-)Telefonsystem ist ein Bezeichnungsschema üblich.
Bei TAE-Steckdosen der deutschen Telekom existieren folgende Klemmenbezeichnungen:
| Klemme | Signal | Bedeutung | Funktion                                        |
| ------ | ------ | --------- | ----------------------------------------------- |
| 1      | La     | a-Ader    | Amtsleitung                                     |
| 2      | Lb     | b-Ader    | Amtsleitung                                     |
| 3      | W      | Wecker    | für zusätzlichen Wecker                         |
| 4      | E      | Erde      | für Steuersignale, z. B. in einer Telefonanlage |
| 5      | b2     | b-Ader    | zur Weiterleitung von Lb zur nächsten Dose      |
| 6      | a2     | a-Ader    | zur Weiterleitung von La zur nächsten Dose      |

In Österreich sind hingegen folgende Bezeichnungen üblich:
| Klemme   | Funktion                           |
| -------- | ---------------------------------- |
| a, b     | ankommende (Amts-)Leitung          |
| a1, b2   | abgehende (Amts-)Leitung           |
| W2(, W2) | Anruforgan steckbar (Zusatzwecker) |

Klemmenbezeichnungen sind auch wesentlich beim Verschalten der Elemente von Haussprechanlagen, die Läuten vom Haustor oder der Etage vermitteln, Sprech- und eventuell, zumeist Einweg-Videoverbindung herstellen und eine ferngesteuerte Türöffnung erlauben. Solche Anlagen können mit (eher früher:) Wechselstrom, oder aber positiver oder negativer Gleichspannung, sowie ohne und mit Transistorverstärkung betrieben werden, das Klingelbrett mit Glühlampen oder LEDs beleuchten und sind schon von daher nur begrenzt kompatibel. Klemmenbezeichnungen wie 0 für Masse, und B+ bzw. B– für Spannungsversorgung („Batterie“) sind verbreitet, andere jedoch hersteller- oder modellspezifisch.

### Fachbücher
- Jürgen Kasedorf, Richard Koch: Service-Fibel für die Kfz-Elektrik. Vogel Buchverlag, ISBN 3-8023-1881-1; 14. Auflage, 2001 (400 S.).
- Hubert Zitt: ISDN & DSL für PC und Telefon. Markt+Technik Verlag, München 2005, ISBN 3-8272-6987-3.

### Fachbroschüren
- Bosch Technische Unterrichtung Schaltzeichen und Schaltpläne der Kraftfahrzeugelektrik. Robert Bosch GmbH, Stuttgart, VDT-UBE 001/10.